# Rudolf Schnorf-Hauser
Rudolf Schnorf-Hauser (* 6. September 1815 in Zürich; † 24. Oktober 1894 in Uetikon am See) war ein Schweizer Chemieunternehmer. Als technischer und später alleiniger Leiter der Chemischen Fabrik Uetikon (CFU) trieb er deren Modernisierung und Expansion voran und positionierte das Unternehmen als bedeutenden Akteur im nationalen Markt für chemische Grundstoffe.

## Frühes Leben und Ausbildung
Rudolf Schnorf wurde in eine Familie geboren, die bereits seit Generationen im zürcherischen Uetikon am See ansässig war. Sein Vater, Rudolf Schnorf-Trudel, war Mitgründer der Chemischen Fabrik Uetikon, die ab 1818 Schwefelsäure und andere chemische Produkte für die aufstrebende Textilindustrie der Region herstellte. Schon früh zeigte der junge Rudolf ein starkes Interesse an naturwissenschaftlichen Fächern und insbesondere an Chemie.
Obwohl Rudolf Schnorf zunächst einer Tätigkeit in der Seidenindustrie nachgehen wollte, besuchte er auf Anraten seines Onkels nach dem Besuch der örtlichen Schule Chemie-Vorlesungen an der Universität Zürich, die 1833 gegründet worden war. Daneben war er in der Fabrik tätig und bekleidete für zwei Jahre das Amt des Gemeindeschreibers. Doch Rudolf ging noch einen Schritt weiter und erweiterte seine Ausbildung durch eine praktische Ausbildung in Paris sowie eine Reise nach London, Gent, Brüssel, Waterloo und Lille.

## Eintritt in die Chemische Fabrik Uetikon
1837 kehrte Rudolf Schnorf in seine Heimatstadt zurück und trat in die Fussstapfen seines Vaters, dessen Chemieunternehmen unter starker inländischer und ausländischer Konkurrenz litt. Rudolf Schnorf übernahm allmählich die Leitung der Fabrik und begann, die Produktionsprozesse zu modernisieren. Dabei legte er besonderen Wert auf die Erweiterung der Produktpalette und die Optimierung der Produktionsverfahren. Er führte eine Reihe von Verbesserungen in der Herstellung von Soda, Salzsäure und Schwefelsäure ein und positionierte das Unternehmen als wichtigen Zulieferer für die Chemie- und Textilindustrie.

## Ausbau und technische Innovationen
Unter Rudolfs Leitung durchlief die Chemische Fabrik Uetikon eine Phase intensiver technischer Innovation. In den 1850er Jahren, als die meisten anderen Soda- und Schwefelsäureproduzenten in der Schweiz zu Grunde gingen, nahm Schnorf mittels einer Teil-Mechanisierung und Prozessoptimierungen erhebliche Kapazitätssteigerungen vor, die ihn gegenüber den grossen ausländischen Produzenten einigermassen konkurrenzfähig machte. Dazu gehörte auch die Installation einer Dampfmaschine.

## Zusammenarbeit mit Clermontel
Höchst erfolgreich war die Zusammenarbeit mit dem französischen Ingenieur Clermontel. Zwischen 1859 und 1865 reiste Clermontel regelmässig nach Uetikon, um neue Produktionsanlagen zu entwerfen und bestehende zu optimieren. Die Zusammenarbeit führte zu entscheidenden Fortschritten, wie etwa der Einführung eines Platinapparates, mit dem Schwefelsäure effizienter konzentriert werden konnte.
Darüber hinaus war Clermontel für die Entwicklung neuer, gasdichter Bleikammern und Bleileitungen verantwortlich, die eine höhere Qualität und Sicherheit ermöglichten. Weitere seiner Innovationen waren zwei Gay-Lussac-Türme, die Stickoxide auffingen und recycelten, wodurch wertvolle Rohstoffe wie Salpeter eingespart wurden.

## Herausforderungen und Marktführerschaft
Trotz der starken Konkurrenz durch französische und deutsche Chemieunternehmen behauptete sich die Fabrik erfolgreich, was nicht zuletzt der Diversifikation der Produktpalette zu verdanken war.
Schliesslich profitierte Rudolf Schnorf aber auch von geopolitischen Veränderungen. Insbesondere der Ausbruch des Deutsch-Französischen Krieges 1870 lähmte die Konkurrenz in diesen beiden Ländern erheblich. Schnorf liess sofort ein drittes Bleikammersystem errichten, um die gesteigerte Nachfrage zu befriedigen. Dank der Unterstützung der Söhne konnte 1869 zudem ein Malétra-Ofen installiert werden, womit die Uetiker einen technischen Vorsprung gegenüber der Konkurrenz um mehrere Jahre hatten.

## Persönliches Leben
Rudolf Schnorf heiratete 1840 Luise Hauser, die Tochter des wohlhabenden Färbereibesitzers Heinrich Hauser. Diese Ehe war nicht nur eine persönliche Verbindung, sondern auch ein strategischer Schritt, da sie Rudolf bedeutende finanzielle Mittel verschaffte, mit denen er die Expansion seiner Fabrik finanzieren konnte. Das Paar hatte sieben Kinder, von denen zwei die Unternehmensführung übernahmen. Rudolf III. war für die technische Leitung zuständig, während Albert I. den kaufmännischen Bereich verantwortete.

## Vermächtnis
Rudolf Schnorf-Hauser wird heute als einer der Pioniere der modernen chemischen Grundstoff-Industrie in der Schweiz anerkannt. Sein Engagement für technologische Innovationen und seine unternehmerische Weitsicht legten den Grundstein für den Erfolg der Chemischen Fabrik Uetikon, die noch Jahrzehnte nach seinem Tod zu den führenden Chemieunternehmen des Landes gehörte.